# Villèle (La Réunion)
Pour les articles homonymes, voir Villèle.
Villèle est un lieu-dit de l'île de La Réunion, département d'outre-mer français dans le sud-ouest de l'océan Indien. Il s'agit d'un quartier de Saint-Paul, commune de l'Ouest du territoire. Il s'est formé à partir d'une ancienne habitation agricole, le domaine de Villèle, lequel est associé, dans l'histoire de La Réunion, à la famille Panon Desbassayns de Richemont, propriétaire des lieux au XIXe siècle.

## Sites culturels et touristiques
Villèle est aujourd'hui connu pour accueillir différents bâtiments issus de ce domaine, en particulier une chapelle remarquable, la chapelle Pointue, mais surtout un musée important, le musée de Villèle. 

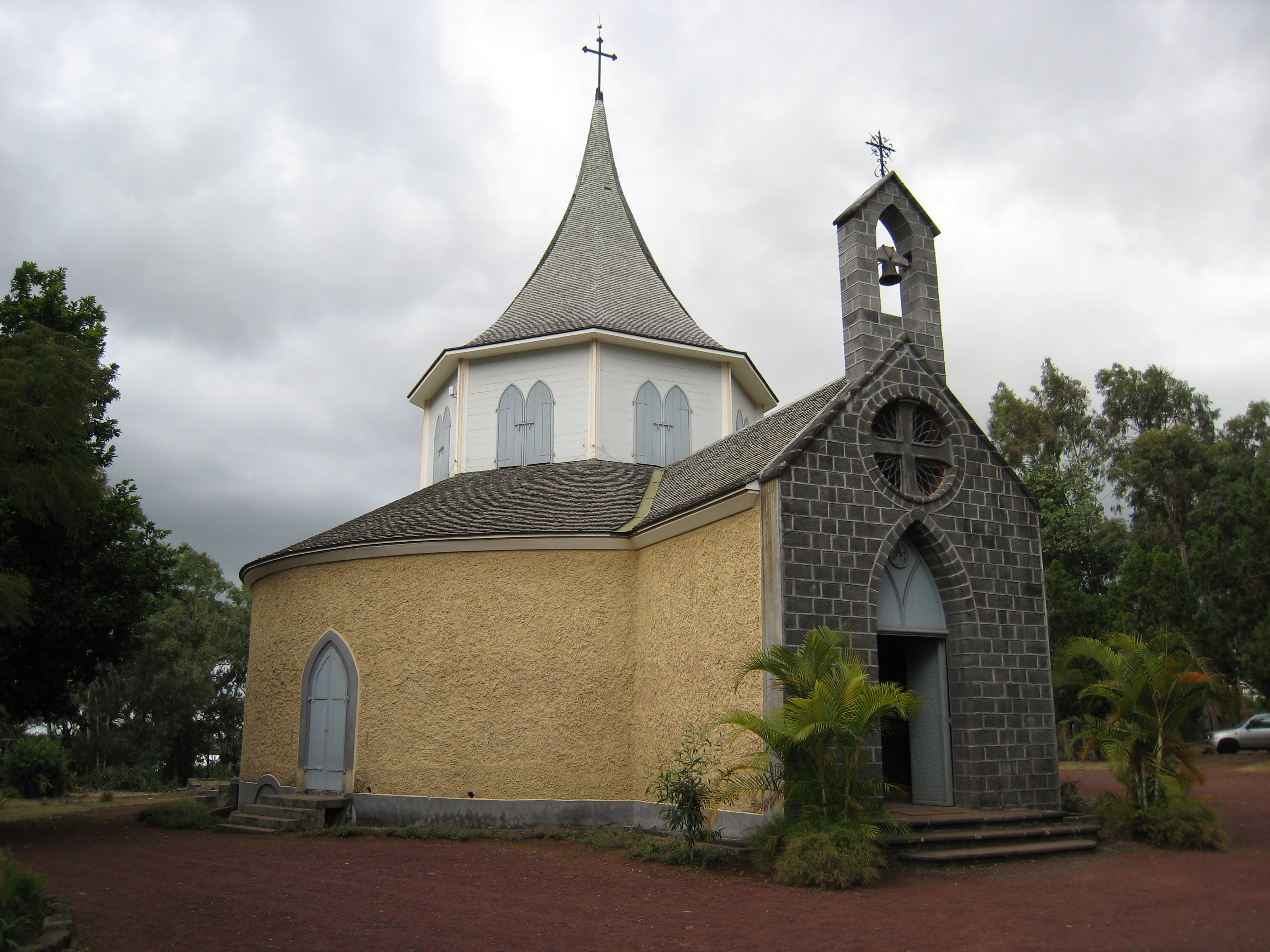
La chapelle pointue, construite pour évangéliser les esclaves.
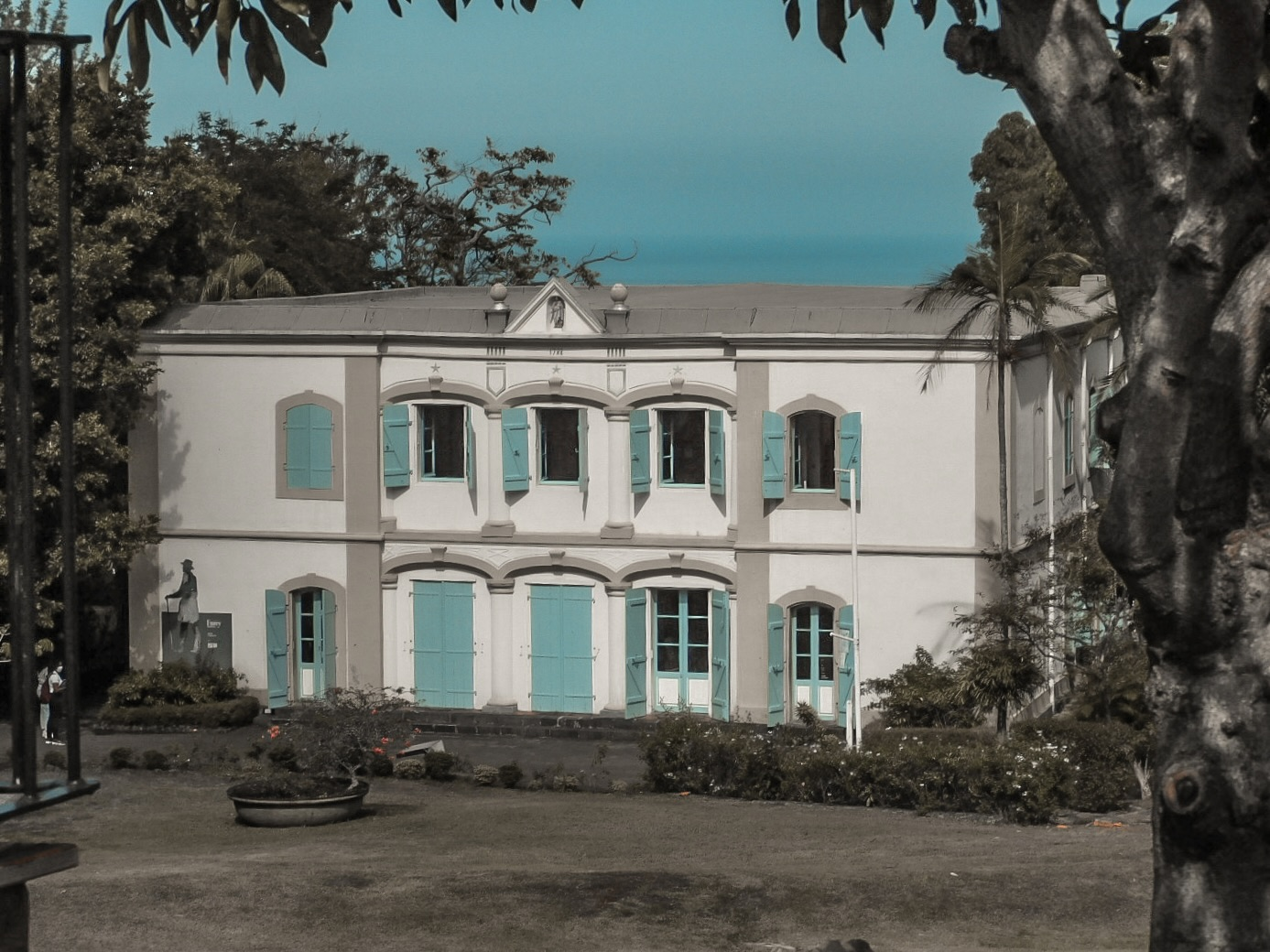
Le musée historique de Villèle, situé dans l'ancienne habitation Desbassayns.

## Sport
Mais le quartier accueille aussi l'un des trois terrains de golf de La Réunion, le golf du Bassin bleu.
Villèle a aussi un club de football appelé la J.S Villèle (jeunesse sportive de villèle)

## Site de randonnée
Il existe un site de randonnée qui commence au parking du golf. Il y a parcours pour cette randonnée. La première  amène jusqu'à la plage des Roches Noires. La seconde est une boucle qui reste sur le secteur de Villèle.
Cette randonnée, dite "la boucle du Moulin Kader", retrace une partie de l'histoire de Villèle. En effet, sont à découvrir les ruines du fameux Moulin Kader et celles de l'ancienne station de pompage. Le moulin kader a été mise en place en 1882 pour la fabrication de cordes et de textile à partie de la fibre de choka. Quant à la station de pompage, elle date des années 30 et permit d'alimenter en eau l'usine sucrière de Vue Belle.
|  |  |  |
|  |  |  |

Il y a également deux points de vue d'intérêt, l'un sur la ville de Saint-Gilles et l'autre sur le Bassin des Cormorans.
|  |  |
|  |  |

Attention, sur le parcours se trouvent régulièrement des bœufs Moka, une espèce bovine endémique de la Réunion. Ils sont domestiqués et font partie de la vie du village.

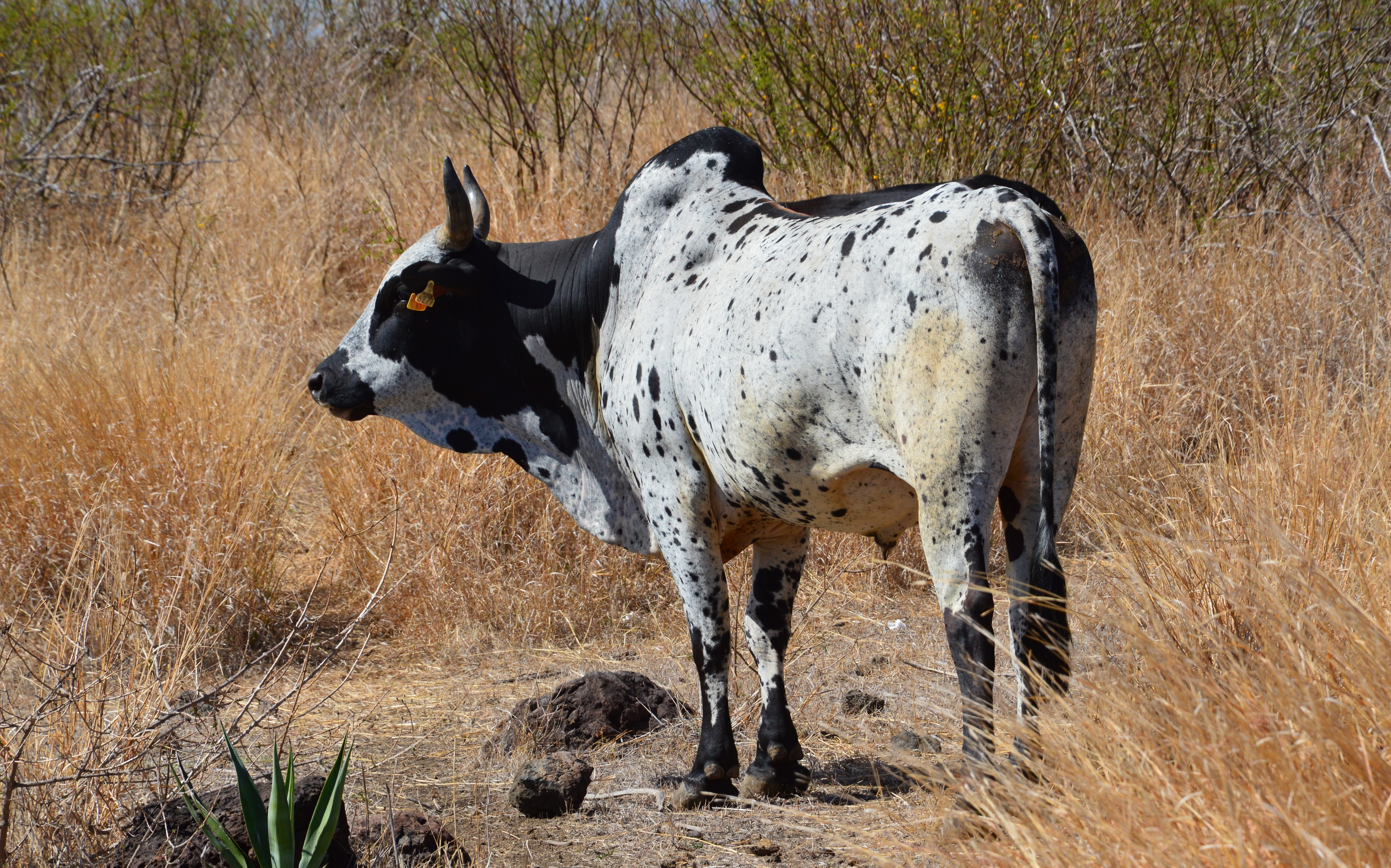
Le bœuf moka est une espèce bovine de la Réunion.